# Idaea wiltshirei
Idaea wiltshirei là một loài bướm đêm trong họ Geometridae.